# Dicranota (Dicranota) bimaculata
Dicranota (Dicranota) bimaculata is een tweevleugelige uit de familie Pediciidae. De soort komt voor in het Palearctisch gebied.